# Denis Tillinac
Denis Tillinac (París, 26 de mayo de 1947-Vosne-Romanée, 26 de septiembre de 2020) fue un escritor, editor y periodista francés.

## Biografía

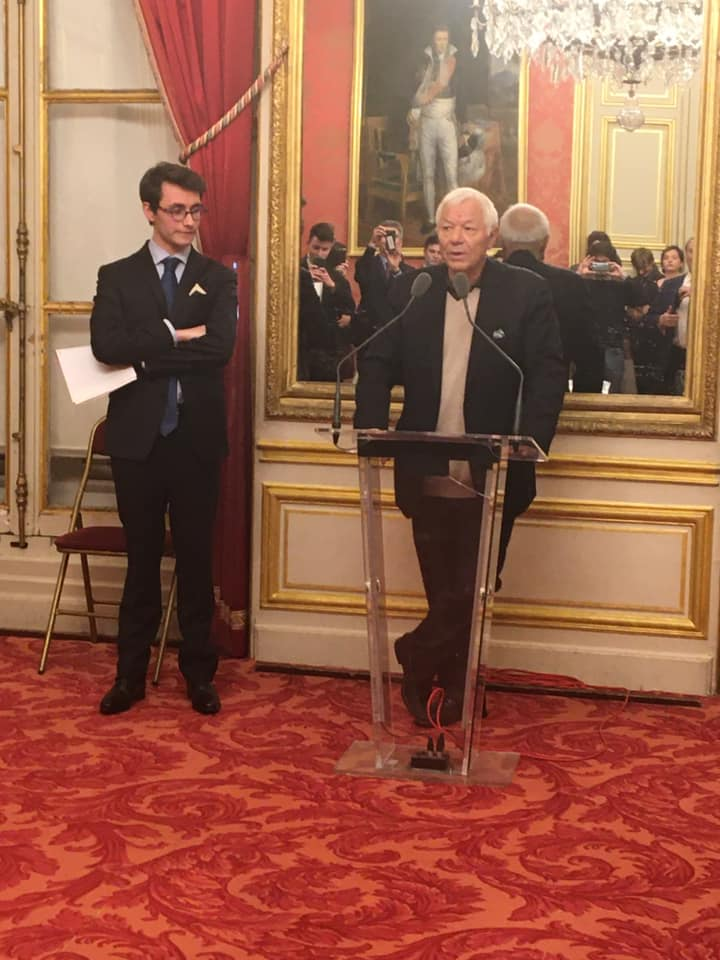
Denis Tillinac recibiendo, de manos de Ferréol Delmas, el Premio Rooting-Simone Weil, en el Senado, en febrero de 2020.

Hijo de Roger Tillinac, cirujano dentista y alcalde de Auriac de 1978 a 1981, creció en París. Aunque bueno en literatura, fue expulsado de siete establecimientos, católicos y públicos, hasta el punto de obtener el bachillerato como candidato libre.
Licenciado en el Instituto de Estudios Políticos de Burdeos (1971), comenzó su carrera como periodista corresponsal de La Dépêche du Midi en Tulle, Corrèze. Él tomó de su vida «localizar» un diario, Spleen en Corrèze, que publicó en 1979; vemos en particular a Jacques Chirac recorriendo sus tierras electorales.  Posteriormente, trabajó habitualmente en Madame Figaro y ocasionalmente en La Montagne, Marianne y Valeurs actuelles.
En 1983 recibió el premio Roger Nimier por su cuarta novela L'Été Anglais. Confirma así su entrada en el mundo literario, ahora establecido de forma permanente en el establo de las ediciones Robert Laffont, de las que Jacques Peuchmaurd era entonces director literario. A petición suya, escribió varias biografías y textos por encargo de forma anónima junto con su producción personal.
Fue representante personal de Jacques Chirac en el Consejo Permanente de la Francofonía de 1995 a 1998 y fue uno de los chiraquianos históricos que apoyaron a Nicolas Sarkozy.
Dirigió Editions de la Table Ronde de 1992 a 2007. Es miembro del Institut Thomas-More.
Forma parte, junto a Claude Michelet y Michel Peyramaure, de la comúnmente llamada Escuela de Brive.
En 2005, presidió un «Comité de reflexión y propuestas sobre la trata de esclavos en Burdeos».
El mismo año recibió el gran premio de literatura Henri-Gal por el conjunto de su obra.
Escribe cada semana un artículo humorístico en el semanario Valeurs actuelles y de vez en cuando publica un artículo de opinión en Marianne.
Es miembro de la Liga Nacional de Rugby y de la Academia Católica Francesa.
Después de haber votado a Jacques Chirac en las elecciones presidenciales de 1995, apoyó a Nicolas Sarkozy en las elecciones presidenciales de 2007 (lo que le llevó a un desacuerdo con el primero), a Nathalie Kosciusko-Morizet en las elecciones municipales de 2014 en París y François Fillon en las elecciones presidenciales de 2017.
Opuesto al matrimonio homosexual, en 2013 participó en una escuela de verano de La manif pour tous.
En febrero de 2020, el círculo de reflexión «Ecología responsable», cercano de la derecha francesa, le concedió el premio anual Rooting-Simone Weil en el Senado, en honor a su obra y a su carrera.
Murió la noche del 25 al 26 de septiembre de 2020 en Vosne-Romanée, tras un infarto agudo de miocardio.   Un poco antes, participó en la feria literaria Livres en Vignes que tiene lugar en el castillo del Clos de Vougeot (Côte-d'Or).  Murió exactamente un año después de Jacques Chirac, con quien mantuvo una larga amistad.

### Vida privada
Denis Tillinac estaba casado con una farmacéutica, sobrina del sacerdote Jean Espinasse, que se distinguió durante la masacre de Tulle en junio de 1944. Tuvo cuatro hijos con ella.

## En ficción
En la novela ucrónica de Frédéric Deslauriers (2011), Les Deux-Cents jours de Marine Le Pen («Las doscientas horas de Marine Le Pen»), donde se presenta una victoria para ella en las elecciones presidenciales de 2012, el autor imagina también a Denis Tillinac en el puesto de ministro de Educación Nacional.

## Lista de publicaciones
- Les Corréziens (con Pierre Dauzier, Éditions Robert Laffont, 1991)
- Le Jeu et la Chandelle (1994)
- Dernier verre au Danton (1996)
- Don Juan (1998)
- Ou va le monde? (coautor con Alain Finkielkraut y Jean-Claude Guillebaud, 2000)
- Le Dieu de nos pères, défense du catholicisme (Bayard Presse, 2004)
- Dictionnaire amoureux de la France (con Alain Bouldouyre, Plon, 2008)
- Rue Corneille (Ediciones de La Table Ronde, 2009)
- Femmes de guerre, texte in Inconnues corréziennes, résonances d'écrivains (coautor, Ediciones Libel, 2009)
- Diccionario amoureux du catholicisme (Plon, 2011)
- Considérations inactuelles (Plon, 2012)